# 希利克鳥
希利克鳥（泰雅語：siliq），是台灣泰雅族神話中的神鳥，負責跟泰雅族人傳達天神的旨意，也就是泰雅族人鳥占的占卜鳥。

## 傳說
希利克鳥的由來傳說，最主要的版本有兩種：
推動巨石
很久以前，在靈界（天神的國度）裡有對姊妹，姊姊叫賈布（cyaqung），妹妹是希利克。她們的父親在死前想要把有神力的蜂蜜分給她們喝，但貪心的賈布不僅喝了自己的，還把希利克的份也騙來喝掉，但那種蜂蜜喝多了反而會起反效果造成造成神力盡失。不知情的兩姊妹在知道泰雅族正在討論要找誰當他們的守護鳥時，賈布主動跟族人提議說要跟妹妹比賽搬運一顆大石頭，贏的一方就可以當族人的守護鳥，族人答應了。以為自己勝券在握的賈布首先嘗試，卻怎麼樣也推不動巨石，輪到希利克時，她卻輕鬆抬著石頭越過一條河才放下，就這樣贏得了比賽。
在那之後，泰雅人就將希利克尊為靈鳥，協助人們預知吉凶，而賈布為了報復，常常飛到人類的屋頂詛咒人，就是今天的烏鴉。
人神契約
在人神共存靈界的時候，泰雅族的生活不用勞力，所有的需求很輕鬆就可以完成，如吃肉只需要拔一根動物的毛放進鍋中，就有滿滿的肉吃、吃飯也只需將一小粒小米放入鍋中就有滿滿的小米飯，還有精靈為他們撿木柴、摘水果並搬回家。但有一天族人覺得每天都要這麼做太麻煩了，就一次放了許多的小米下鍋，還把動物殺了整隻放進鍋裡煮（也有說法是割了耳朵），他們以為這樣就有無盡的食物可以吃，卻沒想到吃完了就甚麼都沒了，而精靈也被他們的行為嚇得不敢再幫他們做事。天神（utux）知道他們懶惰和貪婪的行為後大為動怒，就把泰雅族都趕出靈界，只能在世間自力更生。但因為他們長期以來仰賴天神，突然要這麼生活讓他們相當恐慌，因此神靈又答應他們可以用各種儀式向自己尋求指點，並且派希利克鳥作為泰雅族人占卜的通報，泰雅族人就這樣在世間繁衍下去。

## 鳥占

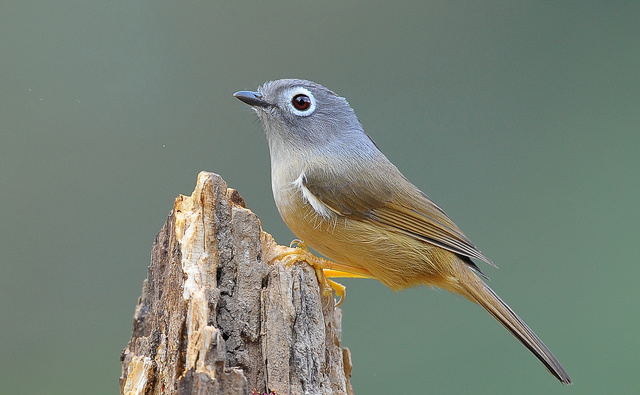
希利克鳥在現實中的真身：繡眼畫眉

根據泰雅語的稱呼，傳說中的希利克鳥就是繡眼畫眉（siliq），泰雅族在各種方面，如打獵、工作、開墾、結婚、紋面、出草等行為時都會以其占判斷吉凶，吉兆的狀況包含：
1.從右邊傳來兩聲，走十步後，左邊一聲。
2.左邊傳來一聲，走十多步後，右邊傳來一聲（反之亦然）
3.沿路左右先後交互的叫聲
凶兆的情形有：
1.左右同時發出叫聲
2.兩隻鳥在同一邊
3.有一隻鳥在面前橫飛過去